# 블루 재스민
《블루 재스민》(Blue Jasmine)은 2013년 공개된 미국의 드라마 영화이다. 우디 앨런이 감독과 각본을 담당하였다. 2013년 7월 26일 뉴욕과 로스앤젤레스에서 제한적으로 개봉되었고, 2013년 8월 23일 미국에 개봉되었다.
《블루 재스민》은 비평가들에게 호평을 받았는데, 특히 케이트 블란쳇의 연기가 주목을 받았다. 블란쳇은 아카데미 여우주연상을 수상하였고 샐리 호킨스와 앨런이 각각 아카데미 여우조연상과 아카데미 각본상 후보에 올랐다. 블란쳇은 또한 골든 글로브상, 미국 배우 조합상, 영국 아카데미 영화상에서 여우주연상을 수상하였다. 영화는 1800만 달러의 제작비로 전세계에서 9750만 달러의 수익을 거두며 상업적으로도 좋은 성과를 이루었다.

## 줄거리
성공한 사업가 남편(알렉 볼드윈 분) 덕분에 뉴욕 최상류 생활을 즐기던 재스민(케이트 블란쳇 분). 그는 남편의 외도와 파산으로 하루아침에 빈털터리가 된다. 기댈 곳이 없어진 재스민은 샌프란시스코에서 마트 점원으로 일하는 동생 진저(샐리 호킨스 분)에 얹혀 살며 재기를 꿈꾼다.
대학도 중퇴하고 결혼해 안온한 삶을 살아온 재스민이 스스로 할 수 있는 일은 많지 않다. 인테리어 디자이너가 되기 위해 온라인 수업을 들으려 하지만, 그러기 위해선 먼저 컴퓨터를 배워야 한다. 적성에 맞지 않는 치과 접수원 일을 하지만 환자들의 변덕과 원장의 추파를 막아내느라 괴롭기만 하다. 그러던 재스민은 파티장에서 우연히 만난 외교관 드와이트(피터 사스가드 분)에게서 새로운 재기 방법을 찾는다.

## 출연진
- 케이트 블란쳇 - 저넷 "재스민" 프랜시스
- 샐리 호킨스 - 진저, 재스민의 여동생
- 앨릭 볼드윈 - 할 프랜시스, 재스민의 남편
- 피터 사스가드 - 드와이트 웨스트레이크, 재스민의 약혼자
- 루이스 C.K. - 알 문싱어, 진저의 연인
- 앤드류 다이스 클레이 - 오기, 진저의 전남편
- 보비 카나베일 - 칠리, 진저의 약혼자
- 마이클 스털버그
- 올든 에런라이크
- 태미 블랜처드
- 맥스 카셀라

## 제작
영화는 2012년 뉴욕과 샌프란시스코에서 촬영되었다. 레티 아론손, 스티븐 테넨바움, 에드워드 월슨이 영화의 제작자로 참여하였고 소니 픽처스 클래식스가 배급을 담당하였다.

## 개봉
2013년 7월 26일, 로스앤젤레스와 뉴욕의 6개 극장에서 제한 상영되었으며 2013년 8월 23일 미국 전역에 개봉되었다.

## 홈 미디어
2014년 1월 21일 블루레이와 DVD로 발매되었다.